# Air Greenland
Air Greenland Inc., діюча як Air Greenland — регіональна авіакомпанія Гренландії зі штаб-квартирою в місті Нуук, виконує авіаперевезення між населеними пунктами Гренландії, чартерні рейси і надає спеціальні послуги аеротаксі, швидкої медичної допомоги, пошукових і рятувальних робіт, вироблених з повітря, а також забезпечує регулярне повітряне сполучення зі столицею країни — Копенгагеном. Місце базування авіакомпанії і її головний транзитний вузол (хаб) знаходяться в аеропорту Кангерлуссуак.
Власниками Air Greenland є уряд Гренландії (37,5 %), транспортна корпорація SAS Group (37,5 %) і уряд Данії (25 %). Сама авіакомпанія є одним з власників морського перевізника Arctic Umiaq Line.
Станом на березень 2007 року в авіакомпанії працювало 569 співробітників, за даними статистичної звітності за 2008 рік послугами Air Greenland скористалося 421 000 пасажирів.

## Історія
Авіакомпанія Greenlandair була заснована в листопаді 1960 року авіаційної групою Scandinavian Airlines System і гірничодобувною компанією «Kryolitselskabet», а в 1962 році в число власників увійшли уряду Гренландії і Данії. У 1998 році флот Greenlandair поповнився першим реактивним лайнером Boeing 757-200. У 2002 році авіакомпанія змінила свою назву на Air Greenland, під яким працює по теперішній час.
У 2003 році Air Greenland виграла тендер у Військово-повітряних сил США на право виконувати польоти на авіабазу Туле, раніше забезпечувані авіакомпанія SAS.
У 2007 році SAS Group оголосила про наміри продати свою частку власності Air Greenland в рамках власної програми з реструктуризації діяльності компанії. Початок реалізації планів намічено на другу половину 2009 року.

## Флот
Станом на жовтень 2009 року повітряний флот авіакомпанії Air Greenland складався з таких літаків:

## Фотографії

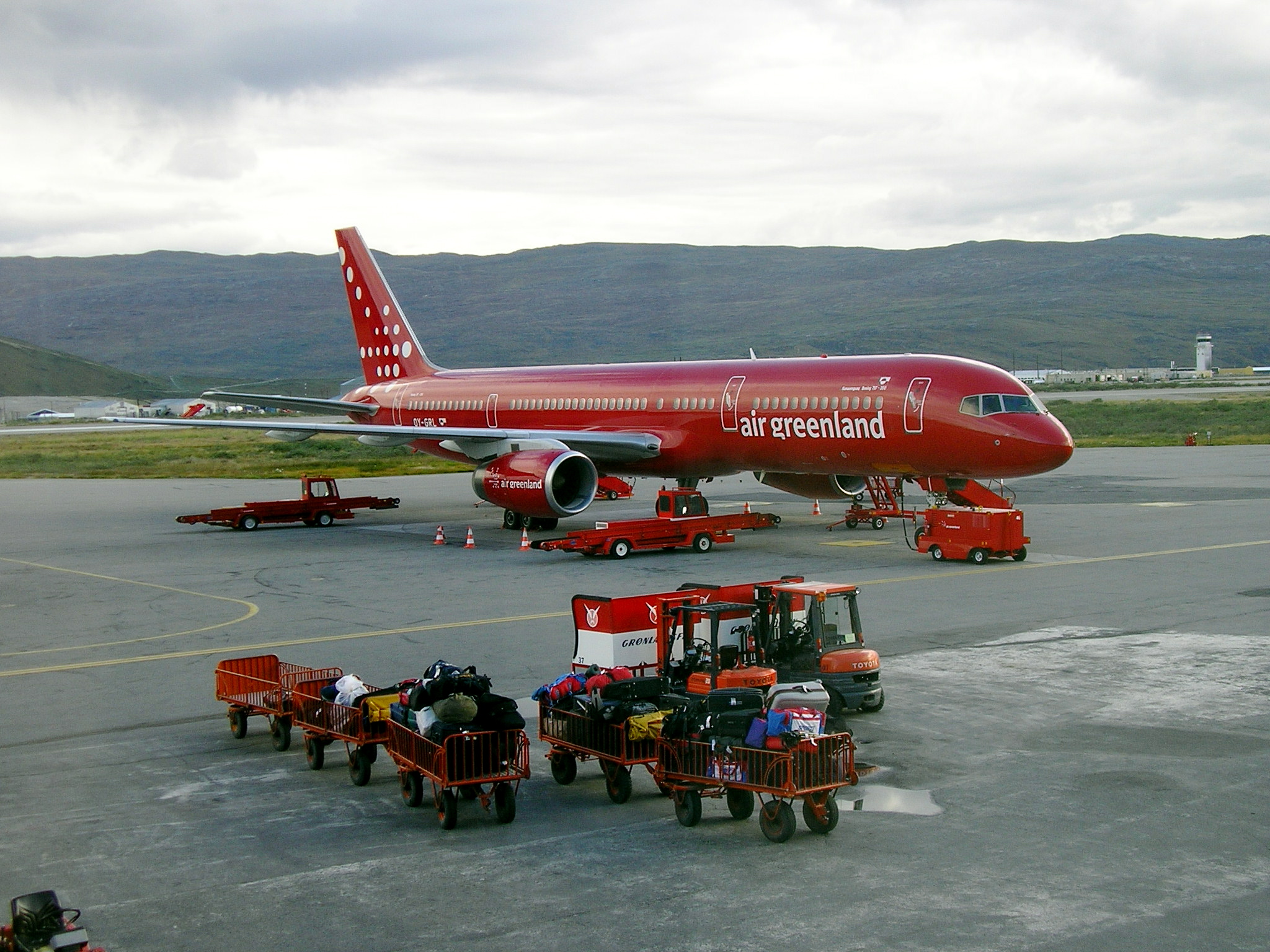
Boeing 757-200 Air Greenland в аеропорту Кангерлуссуак
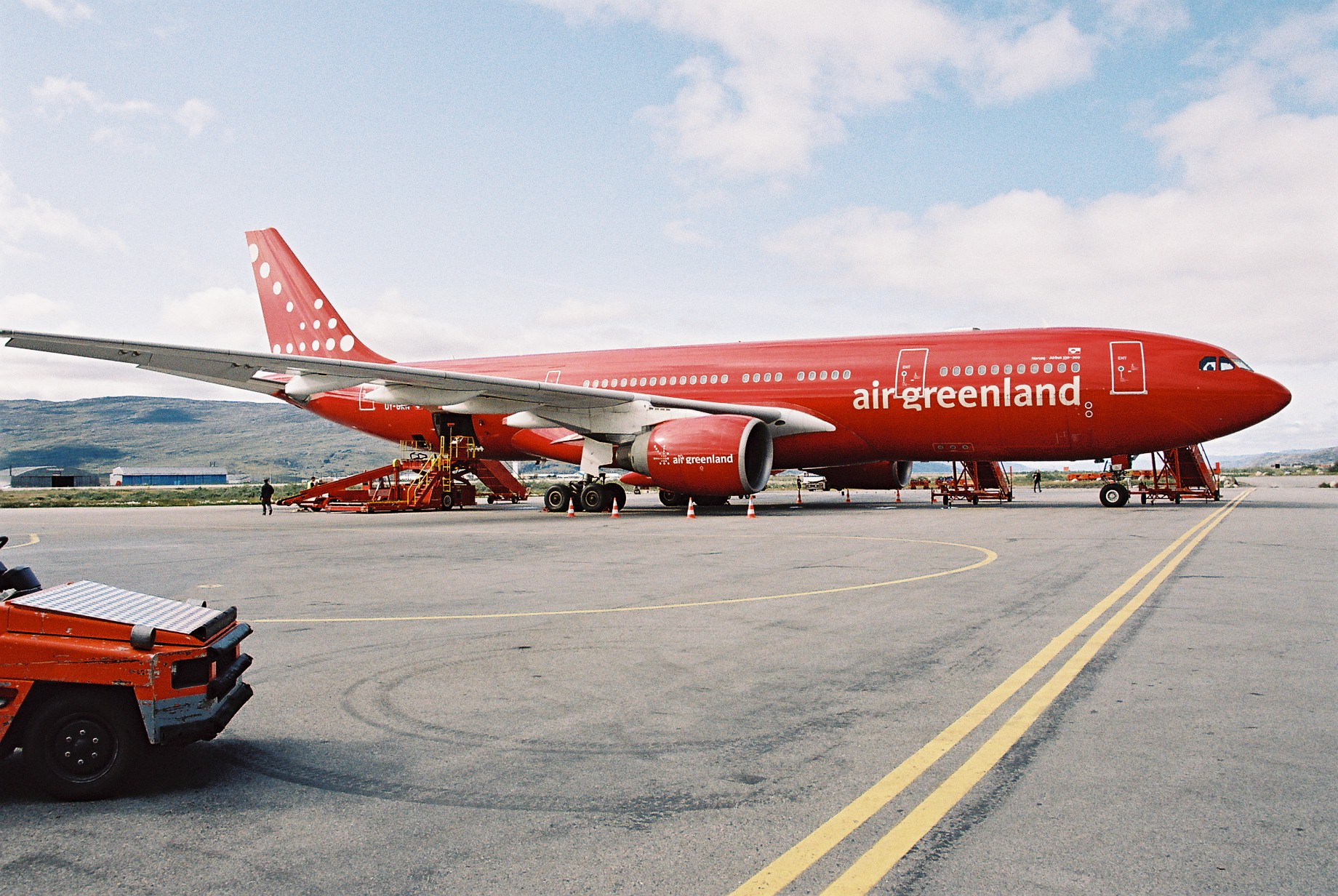
Airbus A330 Air Greenland в аеропорту Кангерлуссуак
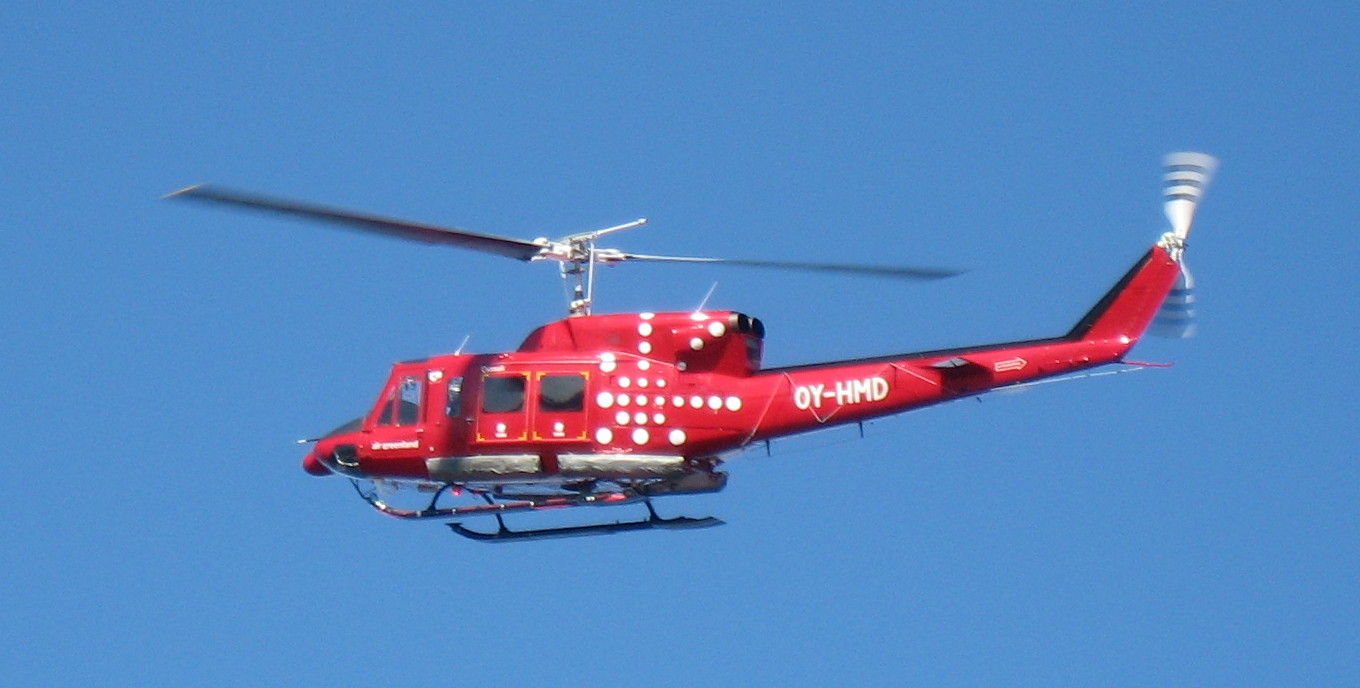
Bell 212 у заході на посадку в колишньому аеропорту Упернавік
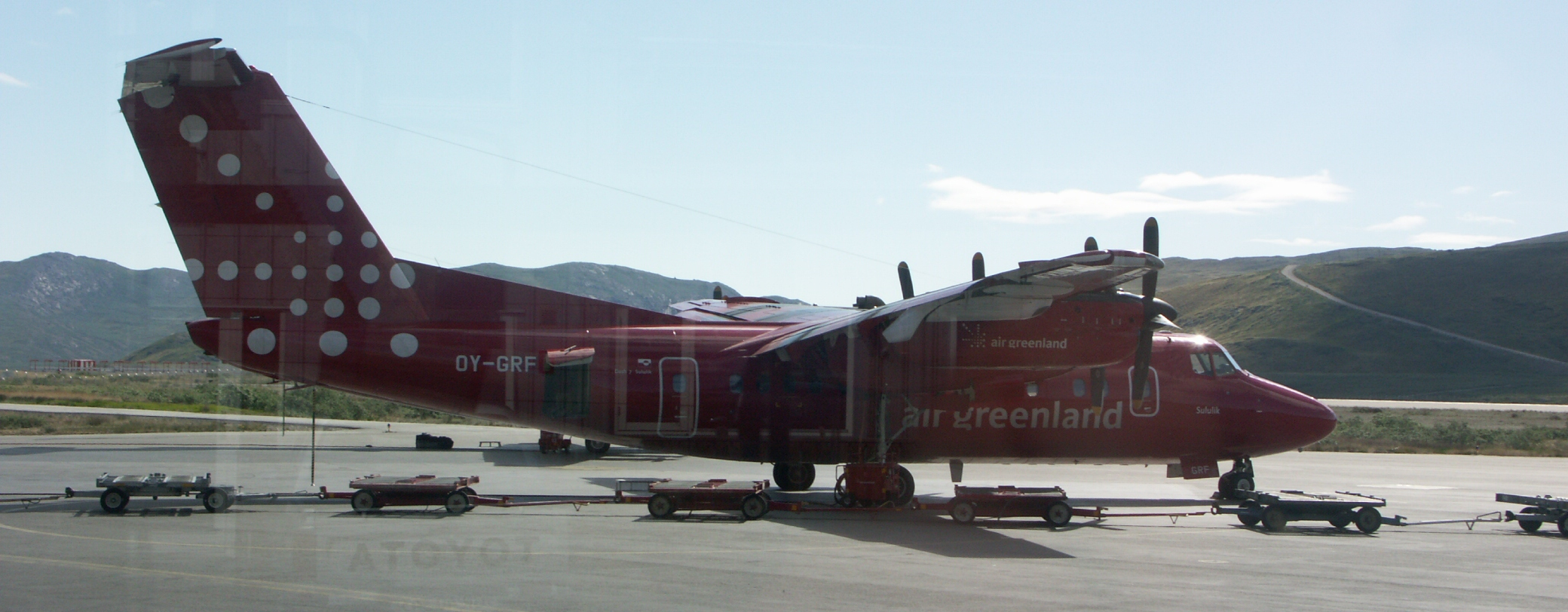
Dash-7 102 Air Greenland в аеропорту Кангерлуссуак